# Bani al-Nasiri
Bani al-Nasiri, arapsko pleme u Iraku nastanjeno u području grada Tikrita, čiji je najpoznatiji pripadnik bio nedavno pogubljeni irački predsjednik Saddam Husein.  Abdullah Mahmoud al-Khattab, plemenski vođa koji je imao mnogo neprijatelja, ubijen je 2003. u Tikritu, dok je njegov sin ostao ranjen. 

## Vanjske poveznice
- Chief of Saddam's tribe killed in Iraq